# كورتيس تورنر
كورتيس تورنر (بالإنجليزية: Curtis Turner) هو سائق سباق أمريكي، ولد في 12 أبريل 1924 في فرجينيا في الولايات المتحدة، وتوفي في 4 أكتوبر 1970 في Punxsutawney, Pennsylvania ‏ في الولايات المتحدة.

## وصلات خارجية
- كورتيس تورنر على موقع Racing-Reference.info (الإنجليزية)
- كورتيس تورنر على موقع DriverDB.com (الإنجليزية)